# 38e méridien est
En géographie, le 38e méridien est est le méridien joignant les points de la surface de la Terre dont la longitude est égale à 38° est.

## Géographie

### Dimensions
Comme tous les autres méridiens, la longueur du 38e méridien correspond à une demi-circonférence terrestre, soit 20 003,932 km. Au niveau de l'équateur, il est distant du méridien de Greenwich de 4 230 km,.
Avec le 142e méridien ouest, il forme un grand cercle passant par les pôles géographiques terrestres.

### Régions traversées
En commençant par le pôle Nord et descendant vers le sud au pôle Sud, Le 38e méridien est passe par:
| Coordonnées          | Pays, territoire ou mer       | Notes                                                          |
| -------------------- | ----------------------------- | -------------------------------------------------------------- |
| 90° 00′ N, 38° 00′ E | Océan Arctique                |                                                                |
| 81° 00′ N, 38° 00′ E | Mer de la Reine Victoria (en) |                                                                |
| 80° 23′ N, 38° 00′ E | Mer de Barents                |                                                                |
| 68° 33′ N, 38° 00′ E | Russie                        | Péninsule de Kola                                              |
| 66° 04′ N, 38° 00′ E | Mer Blanche                   |                                                                |
| 64° 52′ N, 38° 00′ E | Russie                        | Péninsule d'Onega                                              |
| 64° 08′ N, 38° 00′ E | Mer Blanche                   | Baie d'Onega                                                   |
| 63° 55′ N, 38° 00′ E | Russie                        |                                                                |
| 49° 58′ N, 38° 00′ E | Ukraine                       | Passe juste à l'est de Donetsk                                 |
| 47° 06′ N, 38° 00′ E | Mer d'Azov                    | Baie de Taganrog                                               |
| 46° 38′ N, 38° 00′ E | Russie                        |                                                                |
| 46° 24′ N, 38° 00′ E | Mer d'Azov                    |                                                                |
| 46° 02′ N, 38° 00′ E | Russie                        |                                                                |
| 44° 34′ N, 38° 00′ E | Mer Noire                     |                                                                |
| 40° 59′ N, 38° 00′ E | Turquie                       |                                                                |
| 36° 48′ N, 38° 00′ E | Syrie                         |                                                                |
| 32° 57′ N, 38° 00′ E | Jordanie                      |                                                                |
| 31° 44′ N, 38° 00′ E | Arabie saoudite               |                                                                |
| 24° 06′ N, 38° 00′ E | Mer Rouge                     |                                                                |
| 18° 47′ N, 38° 00′ E | Soudan                        | Île de Talla Talla                                             |
| 18° 46′ N, 38° 00′ E | Mer Rouge                     |                                                                |
| 18° 29′ N, 38° 00′ E | Soudan                        |                                                                |
| 17° 33′ N, 38° 00′ E | Érythrée                      |                                                                |
| 14° 46′ N, 38° 00′ E | Éthiopie                      |                                                                |
| 3° 44′ N, 38° 00′ E  | Kenya                         |                                                                |
| 3° 49′ S, 38° 00′ E  | Tanzanie                      |                                                                |
| 11° 17′ S, 38° 00′ E | Mozambique                    |                                                                |
| 17° 20′ S, 38° 00′ E | Océan Indien                  | Passe juste à l'est des Îles du Prince-Édouard, Afrique du Sud |
| 60° 00′ S, 38° 00′ E | Océan Austral                 |                                                                |
| 69° 47′ S, 38° 00′ E | Antarctique                   | Terre de la Reine-Maud, revendiquée par la Norvège             |